# Loui Sand
Loui Sand (tidligere Louise Sand, født 27. december 1992 i Sri Lanka) er en svensk håndboldspiller. Til EM i 2014 vandt han sammen med det svenske kvindelandshold en bronzemedalje efter at havde vundet over Montenegro 25-23.
I januar 2019 valgte han at stoppe sin karriere efter han sprang ud som transkønnet.
I august 2021 har han skrevet kontrakt med Kärra HF.